# Ima, Sokoni Iru Boku
Ima, Sokoni Iru Boku (今、そこにいる僕 Nu och då, här och där?) är en japansk anime på 13 avsnitt som sändes på WOWOW mellan den 14 oktober 1999 och 20 januari 2000. Handlingen berör Shūzo Matsutani och Lala Rus upplevelser i en värld 10 miljarder år i framtiden, bland barnsoldater, våldtäkt och mord.